# NGC 5779
NGC 5779 este o liner situată în constelația Dragonul. A fost descoperită în 9 iunie 1885 de către Lewis A. Swift.